# 행렬 분리
행렬 분리(行列分離, 영어: matrix splitting)는 행렬을 다른 행렬의 합이나 차로 나타내는 것을 의미한다. 특히, 수치선형대수학의 반복법(Iterative method)에서 널리 사용된다.

## 같이 보기
- 행렬 분해